# Дергачі (Севастополь)
Дергачі (крим. Derğaçi) або Ознобішино — район у складі Нахімівського району міста Севастополь.

## Опис
Мікрорайон знаходиться на схід від висоти Мікрюкова, біля дороги, що веде до Сапун-гори. Назва виникла незадовго до Кримської війни, походить від імені власника хутора «Дергачова». Таке ж походження й іншої менш відомої назви цієї місцевості «Ознобішино»: морський офіцер І. І. Ознобішин був першим власником цього хутора.
Сьогодні в районі Дергачів розташований цвинтар воїнів Великої Вітчизняної війни. Севастопольці називають його цвинтарем Горпищенка, на згадку про учасника оборони Севастополя в 1941—1942 рр. командира 8-ї бригади морської піхоти полковника П. Ф. Горпищенка, похованого тут.

## Історія
Історія хутора починається ще наприкінці XVIII століття, коли Федір Ушаков почав роздавати землі на околицях Севастополя під будівництво будинків старшим офіцерам. На цих земельних наділах офіцерам наказувалося і вести присадибне господарство, вирощувати овочі для покращення харчування своїх екіпажів. Так земельний наділ отримав Ілля Іванович Ознобішин, що відзначився у битві при мисі Каліакрія у 1790 році, командуючи кораблем «Покров Богородиці», за що був нагороджений орденом Святого Георгія IV ступеня.
1798 року вже у капітана 1 рангу І. Ознобішина народився син, якого назвали Миколою. Згодом Микола Ілліч Ознобішин стане губернатором Полтавської губернії. Коли почав будуватися хутір Ознобішине, історії невідомо, а ось на картах він з'явився у 1806 році, тобто минулого року відзначив своє 205-річчя.
Після хутір потрапив у володіння відставному майору Василю Івановичу Дергачову, сталося це у першій половині ХІХ століття. Прослуживши все життя на флоті, за кілька років до відставки В. Дергачов був переведений на берег, де і був зроблений у майори. Злі мови стверджують, що, бажаючи поправити своє матеріальне становище, В. Дергачов одружився з дочкою капітана 2 рангу Хонджогло — Олександрою Спіридонівною. Завдяки цьому шлюбу хутір і отримав свою назву. Батько Хонджогло купив хутір в І. Ознобішина та записав на ім'я своєї дочки.
У першу оборону Севастополя, наприкінці січня 1855 р., французи, вирішивши вести основні бойові дії проти укріплень Корабельної сторони, розташувалися табором біля хутора Дергачова. Вони збудували тут бараки, магазин, вітряк і навіть театр. Досі добре проглядаються залишки фундаментів цих будівель.
З 7 вересня 2023 року частина місцевості передана до Бахчисарайського району Автономної Республіки Крим.